# Скот Мойр
Скот Мойр (на английски: Scott Moir, 2 септември 1987, Лондон) е канадски фигурист, състезаващ се в танцовите двойки в двойка с Теса Върчю. Те са трикратни олимпийски шампиони (2010, 2014 и 2018), двукратни сребърни медалисти от Олимпийските игри 2014 година в отборните и лични съревнования, трикратни световни шампиони (2010, 2012, 2017), трикратни сребърни медалисти от световни първенства (2008, 2011, 2013), бронзови медалисти от световния шампионат през 2009, трикратни шампиони на четирите континента (2008, 2012, 2017), победители във финала на Гран При 2016/2017, Световни шампиони в младежкия шампионат през 2006, а също седемкратни шампиони на Канада (2008—2010, 2012—2014, 2017).

## Успехи
Олимпийски игри:
- Шампион (3): 2010, 2014, 2018
  -  Сребърен медал (2): 2014

Световно първенство:
- Шампион (3): 2010, 2012, 2017
  -  Сребърен медал (3): 2008, 2011, 2013
    -  Бронзов медал (1): 2009

Отборно Световно първенство:
- -  Сребърен медал (1): 2009
    -  Бронзов медал (1): 2012

Шампионат на четирите континента:
- Шампион (3): 2008, 2012, 2017
  -  Сребърен медал (2): 2009, 2013
    -  Бронзов медал (2): 2006, 2007

Финал Гран при:
- Шампион (1): 2016/17

Открито първенство на Канада:
- Шампион (7): 2008, 2009, 2010, 2012, 2013, 2014, 2017

Световно младежко първенство:
- Шампион (3): 2006

### Олимпийски игри
| Олимпиада      | Тацови двойки | Отборно |
| -------------- | ------------- | ------- |
| 2010 Ванкувър  | Злато         | -       |
| 2014 Сочи      | Сребро        | Сребро  |
| 2018 Пьонгчанг | Злато         | Злато   |